# Hipociklois
A hipociklois egy síkgörbe, mely úgy származtatható, hogy egy kör kerületén belül csúszásmentesen legördítünk egy másik kört, ennek egy kerületi pontjának nyomvonala a hipociklois. A hipociklois a ruletták egy speciális fajtája. A ciklois és a hipociklois között az a különbség, hogy a cikloisnál a kör egyenesen, a hipocikloisnál körön gördül le. 

A görbe egy hipociklois, melyet az R=3 egység sugarú körön belül legördülő r=1 egység sugarú kör egy kerületi pontja generál

Ha a kisebbik kör sugara r, a nagyobbiké pedig R = kr, akkor a görbe paraméteres egyenletrendszere így írható:
{\displaystyle x(\theta )=r(k-1)\left(\cos \theta +{\frac {\cos((k-1)\theta )}{k-1}}\right),}
{\displaystyle y(\theta )=r(k-1)\left(\sin \theta -{\frac {\sin((k-1)\theta )}{k-1}}\right).}
Ha k egész szám, a görbe zárt és k csúcsa van (vagyis hegyes sarka, ahol a görbe nem differenciálható).
Ha k racionális szám, mondjuk egyszerűsítés után k=p/q, akkor a görbe p csúccsal rendelkezik.
Ha k irracionális szám, akkor a görbe nem záródik, és kitölti a nagy kör és egy R–2r sugarú kör közötti gyűrű területét.

Hipociklois-példák

- k=3 – a háromcsúcsú hipociklois
- k=4 – az asztroid
- k=5
- k=6
- k=2.1
- k=3.8
- k=5.5
- k=7.2

Foucault-inga pályájának vetülete hipociklois

Az epiciklois a hipotrochoid egy speciális esete.
A három csúcspontos hipocikloist háromcsúcsú hipocikloisnak, trikuszpidális hipocikloisnak, deltoidnak vagy Steiner-cikloisnak hívják. 
A négy csúcspontos hipociklois neve asztroid. 
A hipociklois evolútája szintén hipociklois, míg az involut görbéje az eredeti görbe kicsinyített változata.
A Foucault-inga pályájának vetülete szintén hipociklois.